# الغاز المثالى
يختلف الغاز المثالى عن الغاز الحقيقى بصورة تجعل الحسابات له أسهل. سلوكه أبسط من سلوك الغاز الحقيقى عن المقارنة بينهما. قوى التجاذب بين الجزيئات تكون مهملة مما يعنى استخدام قوانين الغاز المثالى بدون قيود ويمكننا إمهال أي تعقيدات تأتى من قوى فان دير فالس.

## تسمية الغاز المثالي
الغاز المثالى والغاز الحقيقى أحيانا يتم استخدامهم بالتبادل حسب الاستخدام في الفيزياء والهندسة. أحيانا يكون هناك فروق أخرى مثل الغاز المثالى، الشبه مثالى والغير مثالى. 
| التصنيف 1           | التصنيف 2              | السعة الحرارية عند ثبوت V, {\displaystyle C_{V}}, ثبوت P, {\displaystyle C_{P}}. | قانون الغاز الثالى {\displaystyle pV=nRT} and {\displaystyle C_{p}-C_{V}=nR} |
| ------------------- | ---------------------- | -------------------------------------------------------------------------------- | ---------------------------------------------------------------------------- |
| Calorically perfect | تام (Perfect)          | Constant                                                                         | نعم                                                                          |
| تام حراريا          | شبه تام (Semi-perfect) | T-dependent                                                                      | نعم                                                                          |
|                     | مثالى (Ideal)          | May be T and/or p-dependent                                                      | نعم                                                                          |
|                     | غير مثالى (Imperfect)  | T and p-dependent                                                                | لا                                                                           |

## انظرأيضا
- غاز
- قوانين الغاز
- الغاز المثالى
- قانون الغاز المثالى
- معادلة الحالة